# Scrappy-Doo
Scrappy-Doo är en fiktiv Grand danois-valp, skapad av Hanna-Barbera Productions 1979. Han använder ofta replikerna "Scrappy Dappy Doo", "Lemme at dem!" och "Puppy Power!". Han är brorson till figuren Scooby-Doo. 